# Dysallacta mesozona
Dysallacta mesozona is een vlinder uit de familie van de grasmotten (Crambidae), uit de onderfamilie van de Spilomelinae. De wetenschappelijke naam van deze soort is voor het eerst voorgesteld als Glyphodes mesozona door Oswald Bertram Lower in een publicatie uit 1902.
De soort komt voor in Australië (Queensland).